# 石川裕紀
石川 裕紀（いしかわ ひろのり、1988年7月26日 - ）は、日本の柔道家。茨城県結城市出身。階級は60kg級。身長168cm。段位は三段。組み手は左組み。血液型はB型。得意技は一本背負投。

## 経歴
柔道は5歳の時に誠練館で始めた。結城東中学3年の時には全国中学校柔道大会55kg級で3位となった。白鷗大足利高校に進学すると、2年の時にはインターハイ60kg級で優勝した。全日本ジュニアとアジアジュニアでは3位だった。3年のインターハイでは3回戦で敗れて2連覇はならなかった。2007年には東海大学に進学するが、3年まではこれといった活躍が見られなかったものの、4年の時に学生体重別の決勝で日体大3年の山本浩史を得意の一本背負投で破り優勝を飾った。2011年には了徳寺学園の所属となった。選抜体重別では同じ所属の先輩である平岡拓晃に決勝で敗れたが2位となった。東アジア選手権では個人戦と団体戦で優勝を果たした。また、この年から実業個人選手権では4連覇を達成した。講道館杯では2年連続3位となった。2012年のグランドスラム・東京では決勝で東海大学の後輩となる髙藤直寿に肩車で敗れた。2013年の選抜体重別決勝では、同じ所属の1年後輩となる川端龍に有効で敗れた。国体成年男子の部では千葉県チームの一員として優勝した。2014年の選抜体重別決勝では髙藤に技ありで敗れて今大会3度目の2位にとどまった。引退後はモルドバのナショナルチームでコーチを務めた。2020年7月に帰国すると、スポーツジムに勤務しながら柔道普及にも取り組むという。
2020年8月日本大学歯学部柔道部師範に就任。多数の強化選手の似顔絵をうまく描いていたことから、「柔道界の画伯」とも称されることになった。

## 戦績
- 2003年 - 全国中学校柔道大会 3位（55kg級）
- 2005年 - インターハイ 優勝
- 2005年 - 全日本ジュニア 3位
- 2005年 - アジアジュニア 3位
- 2010年 - 学生体重別 優勝
- 2011年 - 体重別 2位
- 2011年 - 東アジア選手権 個人戦 優勝 団体戦 優勝
- 2011年 - 実業個人選手権 優勝
- 2011年 - 講道館杯 3位
- 2012年 - ベルギージュニア国際 3位
- 2012年 - 実業個人選手権 優勝
- 2012年 - 講道館杯 3位
- 2012年 - グランドスラム・東京 2位
- 2013年 - 体重別 2位
- 2013年 - 実業個人選手権 優勝
- 2013年 - 国体 成年男子の部 優勝
- 2013年 - 講道館杯 5位
- 2014年 - 体重別 2位
- 2014年 - 実業個人選手権 優勝
- 2014年 - グランプリ・アスタナ 5位

（出典、JudoInside.com）